# Proterotherium
Proterotherium es un género de litopterno, mamíferos ungulados extintos de la familia de los proterotéridos que existieron durante el Mioceno. Tuvo una amplia distribución en Sudamérica, hallándose sus fósiles en Argentina, Chile y Brasil.